# Pietro Carta
Pietro Carta (Bosa, 30 dicembre 1918 – 2001) è stato un calciatore italiano.

## Biografia
Piero, detto Pietro, nacque a Bosa da Attilio, ispettore superiore delle imposte,  e Pierina Zirano il 30 dicembre 1918. Tra i suoi fratelli maggiori i musicisti Mario e Peppe. Nel 1926, con genitori e fratelli, partì alla volta della Penisola. 
Nella sua carriera da calciatore giocò nel ruolo di attaccante.
È il primo sardo ad aver militato in Serie A ed il primo ad aver realizzato un gol nella massima serie.

## Caratteristiche tecniche
Giocò nel ruolo di ala destra.

## Carriera
Esordì con il Manfredonia nel campionato di Serie C 1936-1937. Con i biancoazzurri collezionò in due campionati di Serie C rispettivamente un sesto e un ottavo posto e nel secondo campionato si misurò contro i suoi corregionali del Cagliari, disputata il 9 gennaio 1938 e vinta 1-0 dai pugliesi.
Nell'estate del 1938 passò al Pescara ma in questo periodo viene preso in prova dal Bologna che però non crede in lui e non lo trattiene. A Pescara cresce parecchio sotto la guida dell'esperto allenatore Armando Bonino. Contro la San Giorgio Cagliari di un giovane Renato Raccis, il più grande calciatore sardo del dopoguerra, ebbe modo di misurarsi il 9 ottobre 1938: 3-2 e Carta segnò una rete. Il Pescara terminò il campionato all'ottavo posto.
Durante l'estate del 1940 i dirigenti del Livorno decidono di portare il ventunenne bosano in Toscana. Il suo esordio in Serie A è datato 6 ottobre 1940 contro l'Atalanta a Bergamo terminato con una sconfitta per 2-1.
Segnò la sua prima rete il 20 ottobre 1940 allo Stadio della Vittoria di Bari alla terza giornata di campionato al 14' della ripresa con un tap-in vincente insaccatosi alle spalle del portiere Ricciardi. La stagione non proseguirà nel migliore dei modi: l'attaccante sardo giocò solo 13 incontri, ponendo a segno tre reti.
Nel 1945 risulta militare per un breve periodo nella Pro Livorno (la denominazione assunta dal Livorno al termine del secondo conflitto mondiale): il 14 novembre 1945 il presidente della società labronica ricevette una lettera dal calciatore, che un mese prima aveva chiesto una breve licenza per andare a casa per poi non tornare, nella quale dichiarava di avere abbandonato la carriera agonistica per indossare il saio francescano. Altre fonti, tuttavia, fanno risalire l'origine di questa decisione, che non mancò di suscitare clamore, già al 1941, come un tentativo di sfuggire alle armi.